# Obersteinbach (Lindlar)
Der Weiler Obersteinbach ist ein Ortsteil der Gemeinde Lindlar im Oberbergischen Kreis im Regierungsbezirk Köln in Nordrhein-Westfalen (Deutschland). 

## Lage und Beschreibung
Obersteinbach liegt am nordwestlichen Rand des Gemeindegebiets von Lindlar nahe der Stadtgrenze zu Wipperfürth und nordwestlich des Hauptortes Lindlar an der Landesstraße 129.

## Geschichte
1318 wurde Steinbach das erste Mal urkundlich als stenbeche erwähnt.